# Hans Karlsson (statsråd)
Hans Karlsson, född 21 oktober 1946, är en svensk socialdemokratisk politiker och tidigare statsråd i näringsdepartementet som arbetslivsminister 2002–2006.
Karlsson är i grunden utbildad målare och har läst sociologi, arbetsmarknadsteknik och arbetsrätt vid högskolan i Örebro (numera Örebro universitet). Han har varit verksam inom Svenska Målareförbundet och LO.  Karlsson var LO:s avtalssekreterare 1994–2000 och anlitades senare som medlare av Medlingsinstitutet. 
Privat är Karlsson aktiv som entomolog med fjärilar som specialitet. I denna egenskap har han förekommit i TV:s naturprogram. Han var ordförande i Sveriges entomologiska förening 2009–2012. 
Han är gift och bosatt i Norra Möckleby på Öland.